# Itzamna
Itzamná (w języku Majów dosłownie „niebiańska rosa, dom spadających kropli”) – jeden z najważniejszych bogów Majów, syn boga-stworzyciela świata Hunab Ku i twórca cywilizacji, uważany za boga nieba i słońca, nazywany także Panem Dnia lub Panem Nocy i Niebios. Jego małżonką jest bogini Ixchel.
Itzamna nazywany był czasami Yaxcocahmut („pan wiedzy, zielony świetlik”) lub tzw. „Bóg D”, wielki nauczyciel i krzewiciel wiedzy – gdyż dał ludziom pismo i nauczył medycyny, astronomii, sztuki, kalendarza oraz rolnictwa (kakao i kukurydzę uważano za jego dary), utożsamiany z Kukulkanem, azteckim Quetzalcoatlem oraz inkaskim Wirakoczą.
Itzamna wymieniany był m.in. w księdze Popol Vuh, jego charakterystyczne atrybuty to wąż i muszle.